# Ingólfshöfði
Ingólfshöfði – przylądek w południowej Islandii. Właśnie tutaj osiedlił się Ingólfur Arnarson, pierwszy osadnik na Islandii. Na przylądku spędził zimę 874/5 roku. W przeszłości Ingólfshöfði był wyspą, obecnie od lądu oddziela go laguna długości 9 kilometrów.
Na klifach Ingólfshöfði żyje wiele ptaków morskich, a zwłaszcza maskonury.